# Estação Balbuena
A Estação Balbuena é uma das estações do Metrô da Cidade do México, situada na Cidade do México, entre a Estação Boulevard Puerto Aéreo e a Estação Moctezuma. Administrada pelo Sistema de Transporte Colectivo, faz parte da Linha 1.
Foi inaugurada em 4 de setembro de 1969. Localiza-se no cruzamento da Estrada Ignacio Zaragoza com a Rua 17 e a Rua Anselmo de la Portilla. Atende os bairros Jardín Balbuena e Moctezuma 1ª sección, situados na demarcação territorial de Venustiano Carranza. A estação registrou um movimento de 4.942.850 passageiros em 2016.